# Fjalla-Eyvindur

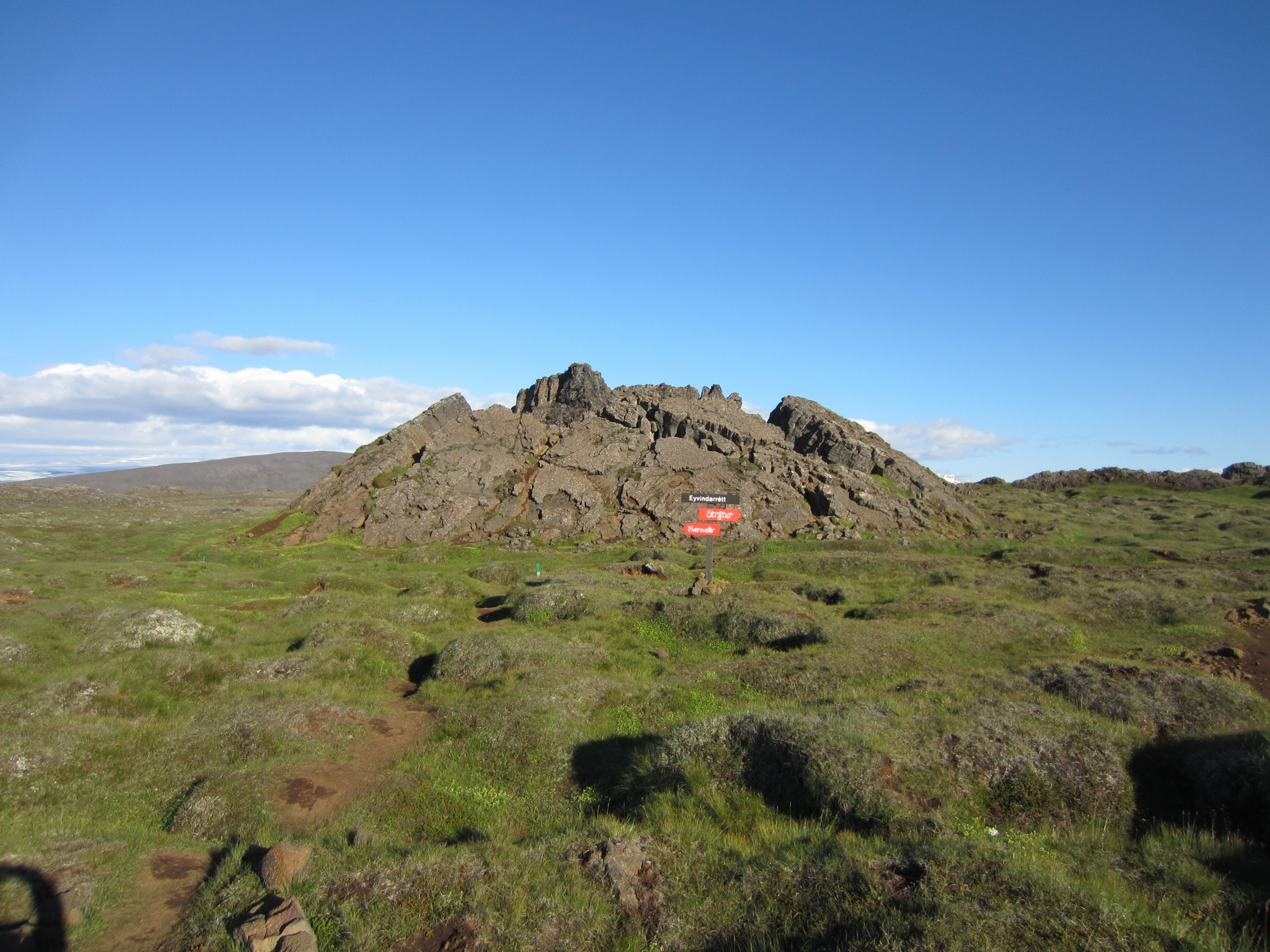
Eyvindarrétt bei Hveravellir

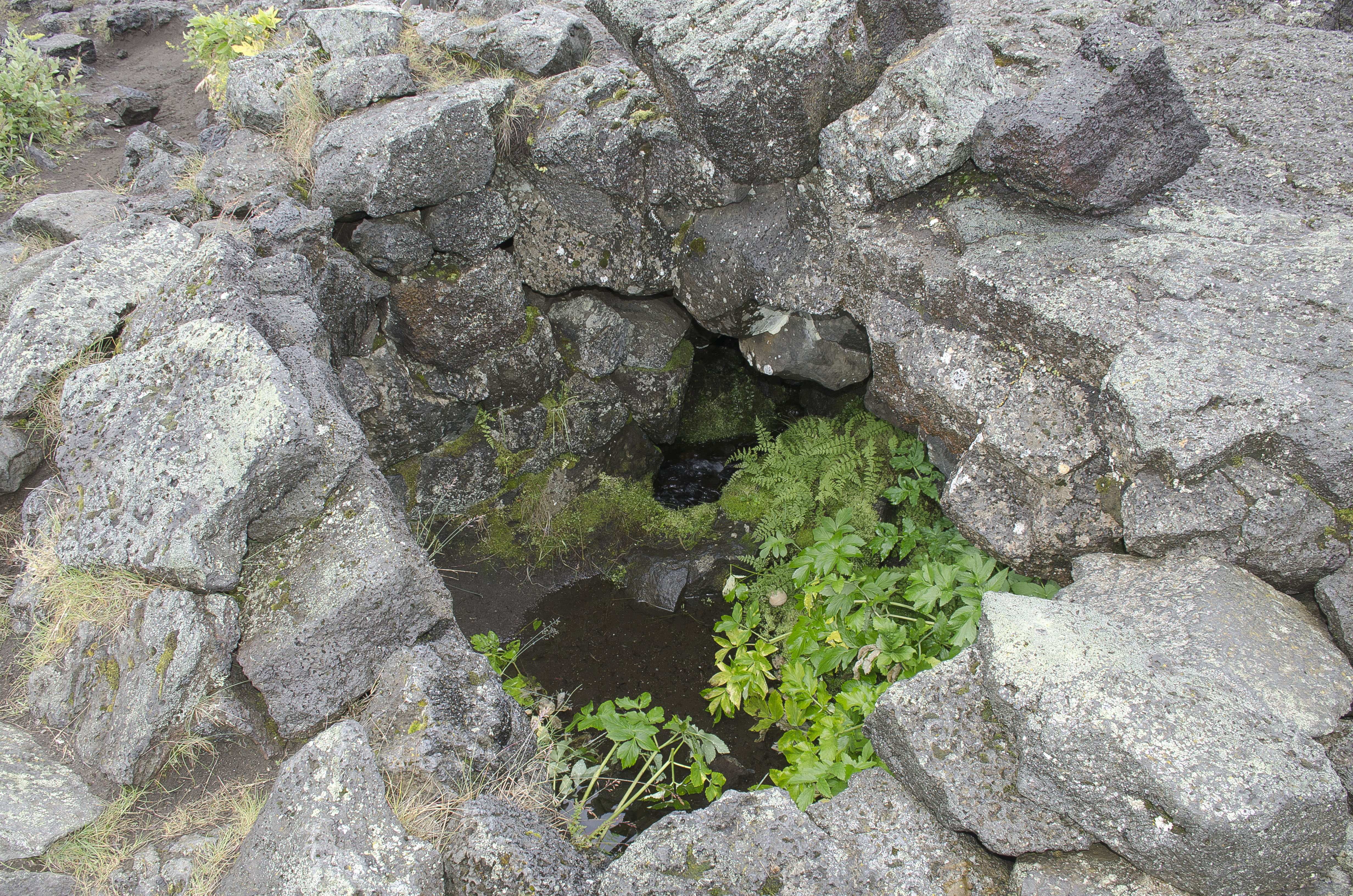
Unterschlupf des Fjalla-Eyvindur in Herðubreiðarlindir

Fjalla-Eyvindur („Eyvindur aus den Bergen“), eigentlich Eyvindur Jónsson, (* 1714 in Hrunamannahreppur; † 1783) war ein wegen Diebstahls verurteilter Isländer.
Nach seiner Verurteilung um 1760 floh der Geächtete gemeinsam mit seiner Frau Halla Jónsdóttir in das isländische Hochland. Im Lavafeld Ódáðahraun („Missetäterlavafeld“), in der Nähe von Hveravellir und an anderen Orten des Hochlands soll das Paar 20 Jahre in der Wildnis überlebt haben und gab damit Anlass zur Legendenbildung.
Verschiedene Orte im isländischen Hochland sind nach dem Flüchtling benannt, so eine heiße Quelle (Eyvindarhver), eine Ruine (Eyvindarkofi, „Hütte des Eyvindur“) sowie bei Hveravellir eine Höhle (Eyvindarhellir) und ein Hügel (Eyvindarrétt, „Schafspferch des Eyvindur“). Auch im nördlichen Bereich von Strandir sind Ruinen bekannt, in denen das Paar gelebt haben soll.
Der Dramatiker Jóhann Sigurjónsson (1880–1919) verarbeitete die Geschichte von Eyvindur Jónsson in seinem Stück Bjærg-Eyvind og hans hustru (1911, dt.: Berg-Eyvind und sein Weib). 1918 wurde das Stück unter der Regie von Victor Sjöström verfilmt (dt.: Berg-Eyvind und sein Weib; schwedischer Originaltitel: Berg-Ejvind och hans hustru).